# Plagiotrypes concinnus
Plagiotrypes concinnus là một loài tò vò trong họ Ichneumonidae.